# Kanton Guilherand-Granges
Guilherand-Granges is een kanton van het Franse departement Ardèche. Het kanton maakt deel uit van het arrondissement Tournon-sur-Rhône. Het werd opgericht door het decreet van 13 februari 2014, met uitwerking op 22 maart 2015 en met Guilherand-Granges als hoofdplaats.

## Gemeenten
Het kanton omvat de volgende vijf gemeenten:
- Châteaubourg
- Cornas
- Guilherand-Granges
- Saint-Péray
- Saint-Romain-de-Lerps